# Copa Billie Jean King Juvenil 2022
La Copa Billie Jean King Juvenil de 2022 es la 36.ª edición del torneo de tenis júnior femenino. Participan dieciséis equipos, agrupados en cuatro grupos de cuatro países.

## Participan
| - Alemania - Argentina - Australia - Chile | - Colombia - Egipto - España - Estados Unidos | - Japón - México - Países Bajos - República Checa | - Serbia - Tailandia - Túnez - Turquía |

## Play-Off
|  | Cuartos de final | Cuartos de final | Cuartos de final |                 |                | Semifinales    | Semifinales | Semifinales |  |                | Final          | Final | Final |  |
|  |                  |                  |                  |                 |                |                |             |             |  |                |                |       |       |  |
|  |                  |                  |                  |                 |                |                |             |             |  |                |                |       |       |  |
|  | Estados Unidos   | Estados Unidos   | 2                |                 |                |                |             |             |  |                |                |       |       |  |
|  | Estados Unidos   | Estados Unidos   | 2                |                 |                |                |             |             |  |                |                |       |       |  |
|  | Alemania         | Alemania         | 1                |                 |                |                |             |             |  |                |                |       |       |  |
|  | Alemania         | Alemania         | 1                |                 | Estados Unidos | Estados Unidos | 2           |             |  |                |                |       |       |  |
|  |                  |                  |                  |                 | Estados Unidos | Estados Unidos | 2           |             |  |                |                |       |       |  |
|  |                  |                  | Serbia           | Serbia          | 1              |                |             |             |  |                |                |       |       |  |
|  | Argentina        | Argentina        | Serbia           | Serbia          | 1              | 1              |             |             |  |                |                |       |       |  |
|  | Argentina        | Argentina        |                  |                 |                |                |             |             |  |                |                |       |       |  |
|  | Serbia           | Serbia           | 2                |                 |                |                |             |             |  |                |                |       |       |  |
|  | Serbia           | Serbia           | 2                |                 |                |                |             |             |  | Estados Unidos | Estados Unidos | 3     |       |  |
|  |                  |                  |                  |                 |                |                |             |             |  | Estados Unidos | Estados Unidos | 3     |       |  |
|  |                  |                  | República Checa  | República Checa | 0              |                |             |             |  |                |                |       |       |  |
|  | Australia        | Australia        | República Checa  | República Checa | 0              | 1              |             |             |  |                |                |       |       |  |
|  | Australia        | Australia        |                  |                 |                |                |             |             |  |                |                |       |       |  |
|  | Japón            | Japón            | 2                |                 |                |                |             |             |  |                |                |       |       |  |
|  | Japón            | Japón            | 2                |                 | Japón          | Japón          | 1           |             |  |                |                |       |       |  |
|  |                  |                  |                  |                 | Japón          | Japón          | 1           |             |  |                |                |       |       |  |
|  |                  |                  | República Checa  | República Checa | 2              |                |             |             |  |                |                |       |       |  |
|  | Turquía          | Turquía          | República Checa  | República Checa | 2              | 1              |             |             |  |                |                |       |       |  |
|  | Turquía          | Turquía          |                  |                 |                |                |             |             |  |                |                |       |       |  |
|  | República Checa  | República Checa  | 2                |                 |                |                |             |             |  |                |                |       |       |  |
|  | República Checa  | República Checa  | 2                |                 |                |                |             |             |  |                |                |       |       |  |
|  |                  |                  |                  |                 |                |                |             |             |  |                |                |       |       |  |